# Lycodon striatus
Lycodon striatus är en ormart som beskrevs av Shaw 1802. Lycodon striatus ingår i släktet Lycodon och familjen snokar.
Denna orm förekommer i Pakistan, Afghanistan, Sri Lanka, Indien, Nepal, södra Turkmenistan, västra Tadjikistan och Uzbekistan. Honor lägger ägg.

## Underarter
Arten delas in i följande underarter:
- L. s. striatus
- L. s. bicolor
- L. s. sinhaleyus